# Протонодонор
Протонодонор (англ. proton donor) — хімічна сполука, що віддає протон. Оскільки вільний іон H+ є протоном, кислоти іноді розглядають як протонодонори, бо вони дають йони Н+ в розчині. Проте останні у водних розчинах ніколи не бувають чистими протонами, оскільки ковалентно зв'язуються з молекулами води з утворенням йонів H3O+. Отже, кислоти дають протон основам із сильнішою спорідненістю до протона.